# Lebensverlaufsperspektive
Die Lebensverlaufsperspektive (englisch Life Course Approach, Life Course Theory oder auch Life Course Perspective) ist eine Längsschnittsperspektive bei der Analyse eines Menschenlebens innerhalb seines sozialen, kulturellen bzw. strukturellen Kontextes.

## Grundlagen
Die Lebensverlaufsperspektive betrachtet unter anderem, wie frühe Ereignisse innerhalb einer Lebensgeschichte spätere Ereignisse und Entscheidungen beeinflussen, so zum Beispiel Eheschließung und -scheidung, kriminelle Aktivitäten, Teilhabe am Arbeitsmarkt oder das Auftreten von Krankheiten.
Es werden zudem unter der Lebensverlaufsperspektive verschiedene kritische Übergänge und Lebensphasen betrachtet, die ein Leben prägen und sich im Sinne einer Pfadabhängigkeit gegenseitig beeinflussen. Ein Beispiel dafür sind der berufliche und der familiäre Lebenszyklus sowie die Vereinbarkeit von Familie und Beruf.
Lebensläufe sind zuerst einmal von den verschiedenen Altersphasen – Kindheit, Jugend, Mittleres Alter, Höheres Alter – geprägt. Darüber hinaus wird der Lebenslauf in den Lebensphasen auch durch verschiedene Institutionen wie Schule, Beruf oder durch die Alterssicherung geprägt.
In der Lebensverlaufsperspektive verdienen die Übergänge von einer Lebensphase in die nächste besondere Beachtung. Dazu gehören die Übergänge von der Schule in den Beruf, vom Elternhaus in ein selbständiges Leben, vom Job zu familialen Aufgaben oder von der Beschäftigung in die Rente. Diese auch als Knotenpunkte bezeichneten Übergänge sind wichtige Untersuchungsfelder, da die weichenstellenden Entscheidungen in der Lebensverlaufsperspektive betrachtet und mit ihren langfristigen Wirkungen deutlich gemacht werden können.
In Sozial- und Erziehungswissenschaft wird es zwischen drei Lebenslaufforschungsperspektiven unterschieden. Biographieforschung analysiert Prozesse der Vergesellschaftung im Lebenslaufregime konsequent aus der Subjektssperspektive heraus als Wechselverhältnis zwischen den Lebenslaufinstitutionen als „Stichwortgebern“ und deren Aktualisierung durch die Individuen. Transitionsforschung fragt nach Kontinuitäten und Diskontinuitäten persönlicher Entwicklungsprozesse, ohne das Wechselverhältnis mit der Außenwelt des Lebenslaufs aus der Blick zu verlieren. Lebensbewältigung analysiert Versuche der Wiedergewinnung des Inhalts oder der Erweiterung biographischer Handlungsfähigkeit angesichts der abnehmenden Erreichbarkeit des wohlfahrtsstaatlichen Normallebenslaufs.

## Lebensverläufe von Frauen und Männern
Die Lebensverläufe von Frauen und Männern unterscheiden sich zum Teil immer noch grundlegend. Vorstellungen einer „Normalbiographie“, die an den für die zweite Hälfte des 20. Jahrhunderts typisch männlichen Lebenslauf angelehnt ist und ein lineares Muster „Kindheit – Schule/Ausbildung – Erwerbsleben – Rente“ aufweist, sind zunehmend weder für Männer- noch für Frauenleben passend. Der weibliche Lebensverlauf ist in der Mitte des Lebens im Vergleich zum männlichen stärker durch familiale Reproduktionsarbeit bestimmt, verbunden mit Unterbrechungen des Erwerbslebens und/oder Arbeitszeitreduzierungen. Es wird kontrovers diskutiert, ob sich heute Lebensläufe von Frauen und Männern ohne klares Muster ausdifferenzieren oder ob sich ein neues flexibleres Normalarbeitsverhältnis herausbildet, in dem Erwerbstätigkeit durch sozial abgesicherte Phasen der Reproduktionsarbeit und der Weiterbildung unterbrochen oder mit ihr vermischt wird. Zu unterscheiden ist zwischen Deregulierung durch Rücknahme oder Abschaffung sozialstaatlicher Interventionen und Destandardisierung von Lebensläufen durch die je nach individuellen Präferenzen unterschiedliche Nutzung institutioneller Angebote.

## Linked Lives
Die Lebensverlaufsperspektive ist dazu geeignet, die Auswirkungen von „Linked Lives“ darzustellen. Der Begriff „Linked Lives“ bezieht sich auf die Beziehung mehrerer Personen, die – z. B. in der Familie oder in einer Partnerschaft – ihre Lebensorganisation aus verschiedenen Gründen miteinander verbinden. Ihre Lebensentscheidungen werden nicht mehr isoliert getroffen, sondern häufig gemeinsam, gleichzeitig beeinflussen sie sich gegenseitig. Wenn in Lebensverlaufsperspektive betrachtet gemeinsame Entscheidungen mit sehr unterschiedlichen Chancen und Risiken verbunden sind, stellt dies besondere Herausforderungen an eine soziale Lebenslaufpolitik, die sich dem Ziel verpflichtet sieht, Frauen und Männern nachhaltig gleiche Chancen zu sichern.
Aus der Geschlechtergleichstellungs- und Lebenslaufperspektive geht es auch um eine „faire“ Gestaltung der Verteilung der Vor- und Nachteile und der Risiken gemeinsam getroffener Lebensentscheidungen in der Ehe. Diese ergeben sich aus dem eigenen Güterstand und, allgemeiner, aus den rechtlichen und gesellschaftlichen Rahmenbedingungen.

## Lebenslaufpolitik
Lebenslaufpolitik versucht, Politik in der Lebensverlaufsperspektive umzusetzen. Es geht darum, die durch soziale Herkunft und Marktentwicklung entstehende soziale Ungleichheit zu vermindern. Unterschieden wird zwischen aktiver und passiver Lebenslaufpolitik und verschiedenen Formen partieller wohlfahrtstaatlicher Interventionen. Aktive Lebenslaufpolitik zeichnet sich – im Unterschied zu passiver Lebenslaufpolitik, die nur verwaltend oder reagierend betrieben wird – durch eine kohärente, an einem gemeinsamen explizit formulierten Leitbild orientierte Politik in unterschiedlichen Lebensphasen und kritischen Übergängen aus. Um die langfristige Perspektive und die einzelnen Lebensphasen angemessen behandeln zu können, müssen bei der aktiven Lebenslaufperspektive verschiedene Ressorts und Akteure miteinander kooperieren. Lebenslaufpolitik berücksichtigt, dass der individuelle Lebenslauf politisch-gesellschaftlich strukturiert wird und dass Lebenslaufmuster von Institutionen erzeugt, geprägt und verändert werden. Eine soziale Lebenslaufpolitik versucht, die eventuell entstehenden Risiken und Auswirkungen bestimmter Statuskonstellationen und Phasen, wie z. B. Arbeitslosigkeit, abzumildern und vorausplanend abzusichern. Es geht dabei um akute Risikobearbeitung, die Verhinderung/Prävention und Verringerung von langfristiger Ungleichheit und die spätere Korrektur eines ungünstigen Starts durch eine zweite Chance (etwa im Bildungswesen).

### Nationale Ebene
In der deutschen Bildungspolitik, aber auch in der aktiven Arbeitsmarkt- und Gesundheitspolitik gewinnt die Lebensverlaufsperspektive zunehmend an Gewicht. Die Rente hat als einziges Sozialleistungssystem die Lebenslaufsperspektive sozusagen inkorporiert. Die fortbestehenden Unterschiede in den Renten von Frauen und Männern spiegeln die unterschiedliche gesellschaftliche und rentenrechtliche Bewertung der Tätigkeiten von Frauen und Männer kumuliert über den Lebensverlauf wider.
Ebenso wird in der Familienpolitik und Gleichstellungspolitik die Lebensverlaufsperspektive aufgegriffen; so zum Beispiel im 7. Familienbericht von 2006, im 8. Familienbericht von 2012, im Ersten Gleichstellungsbericht der Bundesregierung von 2011 oder im Zweiten Gleichstellungsbericht der Bundesregierung von 2017.

### Europäische Ebene
Auf europäischer Ebene hat die Lebensverlaufsperspektive zunehmend paradigmatische Bedeutung gewonnen. So hat sie Eingang gefunden in die Europäische Beschäftigungsstrategie. Eine der Leitlinien der Strategie ist es, einen lebenszyklusbasierten Ansatz in der Beschäftigungspolitik zu fördern sowie einen Fokus auf Lebenslanges Lernen zu setzen.

### Internationale Ebene
Die Lebensverlaufsperspektive findet auch bei internationalen Organisationen Resonanz, da sie geeignet ist, die nachhaltige Wirksamkeit von Maßnahmen zu überprüfen. Zum Beispiel wird im Bericht des Generalsekretärs der Vereinten Nationen von 2010 zur Umsetzung der Pekinger Aktionsplattform der Vierten Weltfrauenkonferenz die Lebensverlaufsperspektive angesprochen und auch die Internationale Arbeitsorganisation (ILO) arbeitet mit dem Lebenslaufansatz. Das zeigt sich z. B. im Bericht VI „Gleichstellung der Geschlechter als Kernstück menschenwürdiger Arbeit“ der Internationalen Arbeitskonferenz in Genf von 2009.

## Sozialethik und Politische Philosophie
Die Lebensverlaufsperspektive wird zunehmend in der deutschsprachigen Sozialethik aufgegriffen. Exemplarisch lässt sich das Jahrbuch für Christliche Sozialwissenschaften anführen, das sich dem Thema in Band 53/2012 widmet. Anlass für diese Perspektivenübernahme ist die Einsicht, dass die Leitbilder, die der Entstehung des deutschen Sozialstaatsmodells zu Grunde lagen (zum Beispiel das der Normalbiografie), nicht dazu geeignet sind, die heutige Gesellschaft mit ihren Veränderungen angemessen in den Blick zu nehmen. Stattdessen wird von pluralen Lebensverläufen ausgegangen. Ein besonderer Fokus der sozialethischen Lebensverlaufsperspektive liegt zudem auf der längeren Zeitspanne des einzelnen Lebens und dessen technikbedingter Beschleunigung, die eine schnellere Abfolge von Entscheidungen bedingt. Der Ansatz stellt sich der Aufgabe, von der Wahrnehmung von Pluralität und demographischem Wandel her einen „dynamischen Blick auf das Gelingen individueller Lebensverläufe und deren notwendiger politischer Rahmung“ zu entwickeln.
Aus Sicht der Sozialethik stellt sich die Frage, welche normativen Kriterien an die politische Rahmung von Lebensverläufen angelegt werden sollten. Nach Bernhard Laux gilt es, Kriterien für eine konsistente Politik aufzustellen, ohne ein festes Familienmodell vorzugeben und damit Leben zu standardisieren. Marianne Heimbach-Steins macht sich in der Diskussion für die „Befähigung und Beteiligung aller Mitglieder der Gesellschaft – in dem jeweils personal möglichen und zuträglichen Maß“ stark: Einerseits liege die primäre Verantwortung für die eigene Biographie bei der einzelnen Person, andererseits sei diese in der Wahrnehmung der Verantwortung durch gesellschaftliche Kooperationen zu unterstützen. Dabei habe eine „Politik der Verantwortungsermöglichung“ insbesondere langfristige Folgen für den Lebenslauf in den Blick zu nehmen.

## Ausgewählte Beispiele für Projekte zum Thema Lebensverlaufsperspektive
Sonderforschungsbereich 186 Statuspassagen und Risikolagen im Lebensverlauf: In einer auf das Verhältnis von Institutionen und individuellen Akteuren bezogenen Forschungsperspektive ging es in dem Sonderforschungsbereich von 1987 bis 2001 um die gesellschaftliche Organisation von Lebensverläufen sowie die individuelle Koordination von Lebensbereichen und biographischen Übergängen.
Die Deutsche Lebensverlaufsstudie (German Life History Study – GLHS): Seit über 20 Jahren werden unter der Leitung von Karl Ulrich Mayer Lebensverlaufsdaten erhoben. Die aus dem Sonderforschungsbereich „Mikroanalytische Grundlagen der Gesellschaftspolitik“ an der Universität Mannheim hervorgegangene, seit 1983 am Max-Planck-Institut für Bildungsforschung Berlin geführte und nun in Yale fortgeführte Deutsche Lebensverlaufsstudie enthält Informationen über die Lebensverläufe von etwa 8500 Frauen und Männern aus zwanzig ausgewählten Geburtsjahrgängen in Westdeutschland und mehr als 2900 Frauen und Männern aus dreizehn ausgewählten Geburtsjahrgängen in Ostdeutschland.
Das sozio-ökonomische Panel (SOEP) des Deutschen Instituts für Wirtschaftsforschung Berlin (DIW): Das SOEP ist eine beim DIW Berlin verortete, seit 1984 laufende, jährliche Wiederholungsbefragung von Deutschen, Ausländern und Zuwanderern in den alten und neuen Bundesländern. Die Stichprobe umfasste im Erhebungsjahr 2008 fast 11.000 Haushalte mit mehr als 20.000 Personen. Themenschwerpunkte sind unter anderem Haushaltszusammensetzung, Erwerbs- und Familienbiographie, Erwerbsbeteiligung und berufliche Mobilität, Einkommensverläufe, Gesundheit und Lebenszufriedenheit. Die dort erhobenen Längsschnittsdaten eignen sich für eine Auswertung im Rahmen der Längsschnittsperspektive.
Europäische Stiftung zur Verbesserung der Arbeits- und Lebensbedingungen in Dublin (European Foundation for the Improvement of Living and Working Living Conditions – Eurofound): Eurofound hat in den Jahren 2000 bis 2008 eine Reihe von Forschungsprojekten zur Entwicklung der Lebensläufe von Frauen und Männern in den Ländern der Europäischen Union gefördert. Die fünf entstandenen Projektberichte basieren auf verschiedenen nationalen und europäischen Datenquellen und beleuchten unterschiedliche Aspekte, Länder und Akteure. Eine zusammenfassende Darstellung der wichtigsten Ergebnisse und der politischen Schlussfolgerungen findet sich in Klammer/Muffels/Wilthagen 2008.
Institut für Arbeitsmarkt- und Berufsforschung (IAB), Forschungsbereich Bildungs- und Erwerbsverläufe: Der seit 2009 eingerichtete Forschungsbereich Bildungs- und Erwerbsverläufe des IAB analysiert Zusammenhänge von Bildung und Erwerbstätigkeit, insbesondere aus einer Lebensverlaufsperspektive. Hintergrund ist die enge Verknüpfung von Bildung und Arbeitsmarktchancen in Deutschland. Im Blick sind dabei die allgemeine wie die berufliche Bildung, die Erstausbildung sowie die Weiterbildung, zertifizierte Abschlüsse wie nicht zertifizierte Bildungskomponenten einerseits und Erwerbsarbeit, Arbeitslosigkeit und Nichterwerbstätigkeit andererseits.
Nationales Bildungspanel (National Educational Panel Study – NEPS): Seit 2009 untersucht unter Leitung von Hans-Peter Blossfeld, Otto-Friedrich-Universität Bamberg, das interdisziplinäre Exzellenznetzwerk des Nationalen Bildungspanels Bildungsprozesse und Kompetenzentwicklung von früher Kindheit an bis ins hohe Erwachsenenalter im Längsschnitt. Ziel des Bildungspanels ist es, Längsschnittdaten zu Kompetenzentwicklungen, Bildungsprozessen, Bildungsentscheidungen und Bildungsrenditen in formalen, nicht-formalen und informellen Kontexten über die gesamte Lebensspanne zu erheben.

## Weiterführende Literatur
- Jutta Allmendinger, Wolfgang Ludwig-Mayerhofer: Lebensverläufe, Organisationen und die Integration von Frauen. In: Walter R. Heinz, Werner Dressel, Dieter Blaschke, Gerhard Engelbrech (Hrsg.): Was prägt Berufsbiographien? Lebenslaufdynamik und Institutionenpolitik. (= BeitrAB. 215). Institut für Arbeitsmarkt- und Berufsforschung der Bundesanstalt für Arbeit, Nürnberg 1998, S. 109–128.
- Ludwig Amrhein: Der entstrukturierte Lebenslauf? Zur Vision einer 'altersintegrierten' Gesellschaft. In: ZSR. Heft 1–2, 2004, S. 147–169.
- D. Anxo, J.-Y. Boulin, C. Fagan, I. Cebrian, S. Keuzenkamp, U. Klammer, C. Klenner, G. Moreno, L. Toharia: Working time options over the life course: New work patterns and company strategies. 2006. (eurofound.europa.eu)
- Dominique Anxo, Gerhard Bosch, Jill Rubery (Hrsg.): The Welfare State and Life Transitions - A European Perspective. Edward Elgar Publishing, Cheltenham, UK 2010.
- Eva Barlösius, Daniele Schiek (Hrsg.): Demographisierung des Gesellschaftlichen: Analysen und Debatten zur demographischen Zukunft Deutschlands. VS Verlag für Sozialwissenschaften, Wiesbaden 2007.
- Hans-Peter Blossfeld, Johannes Huinink: Lebensverlaufsforschung als sozialwissenschaftliche Forschungsperspektive. Themen, Konzepte, Methoden und Probleme. In: BIOS. Band 14, Nr. 2, 2001.
- Axel Bolder, Rudolf Epping, Rosemarie Klein, Gerhard Reutter, Andreas Seiverth (Hrsg.): Neue Lebenslaufregimes – neue Konzepte der Bildung Erwachsener. VS Verlag für Sozialwissenschaften, Wiesbaden 2010.
- Gerhard Bosch: Das Normalarbeitsverhältnis in der Informationsgesellschaft. In: Dieter Klumpp, Herbert Kubicek, Alexander Roßnagel (Hrsg.): Next generation information society? Notwendigkeit einer Neuorientierung. Talheimer Verlag, Mössingen-Talheim 2003, S. 212–225.
- Gerhard Bosch: Towards a new standard employment relationship in Western Europe. In: British Journal of Industrial Relations. Band 42, 2004, S. 617–636.
- Gerhard Bosch, Andreas Jansen: From the breadwinner model to 'bricolage': Germany in search of a new life course model. In: Dominique Anxo, Gerhard Bosch, Jill Rubery (Hrsg.): The Welfare State and Life Transitions - A European Perspective. Edward Elgar Publishing, Cheltenham, UK 2010, S. 128–154.
- Claudine Burton-Jeangros, Stéphane Cullati, Amanda Sacker, David Blane: A Life Course Perspective on Health Trajectories and Transitions. (= Life course research and social policies. Nr. 4). Springer publisher, New York 2015. (Download)
- Eckhard König (Hrsg.): Übergänge in sozialen Systemen. Beltz, Weinheim 2008.
- Regine Gildemeister: Geschlechterdifferenzierungen in lebenszeitlicher Perspektive. Verlag für Sozialwissenschaften, Wiesbaden 2008.
- Hans Bertram, Helga Krüger, C. Katharina Spieß (Hrsg.): Wem gehört die Familie der Zukunft? Expertisen zum 7. Familienbericht der Bundesregierung. Barbara Budrich, Opladen 2006.
- Marianne Heimbach-Steins (Hrsg.): Jahrbuch für Christliche Sozialwissenschaften. Bd. 53: Sozialethik für eine Gesellschaft des langen Lebens. Aschendorff, Münster 2012, S. 75–106. (uni-muenster.de)
- Walter R. Heinz, Johannes Huinink, Ansgar Weymann (Hrsg.): The life course reader: Individuals and Societies across time. Campus Reader, Frankfurt 2009.
- Walter R. Heinz, V. W. Marshall (Hrsg.): Social dynamics of the life course. Aldine de Gruyter, New York 2003, S. 33–56.
- Eckart Hildebrandt (Hrsg.): Lebenslaufpolitik im Betrieb. Optionen zur Gestaltung der Lebensarbeitszeit durch Langzeitkonten. edition sigma, Berlin 2007.
- U. Klammer, S. Keuzenkamp, D. Anxo, J.-Y. Boulin, I. Cebrian, C. Fagan, C. Klenner, G. Moreno: Working time options over the life course: Changing social security structures. European Foundation for the Improvement of Living and Working Living Conditions, Dublin 2005. (eurofound.europa.eu)
- U. Klammer, R. Muffels, T. Wilthagen: Flexibility and security over the life course: Key findings and policy messages. European Foundation for the Improvement of Living and Working Living Conditions, Dublin 2008. (PDF)
- Martin Kohli: Die Institutionalisierung des Lebenslaufs. In: Kölner Zeitschrift für Soziologie und Sozialpsychologie. Band 37, 1985, S. 1–29.
- Lutz Leisering: Government and the life course. In: J. T. Mortimer, M. J. Shanahan (Hrsg.): Handbook of the life course. Kluwer Academic, New York 2003, S. 205–225.
- Karl Ulrich Mayer: Zur Biografie der Lebensverlaufsforschung: Ein Rückblick auf die letzten zwei Jahrzehnte. In: Günter Burkhart, Jürgen Wolf (Hrsg.): Lebenszeiten. Erkundungen zur Soziologie der Generationen. Leske + Budrich, 2002, S. 41–61.
- J. T. Mortimer, M. J. Shanahan (Hrsg.): Handbook of the life course. Kluwer Academic, New York 2003.
- R. Muffels, H. Chung, D. Fouarge, U. Klammer, R. Luijkx, A. Manzoni, A. Thiel, T. Wilthagen: Flexibility and security over the life course. European Foundation for the Improvement of Living and Working Living Conditions, Dublin 2008. (eurofound.europa.eu)
- G. Naegele, C. Barkholdt, B. de Vroom, J. Goul Anderson, K. Krämer: A new organisation of time over working life. European Foundation for the Improvement of Living and Working Living Conditions, Dublin 2003. (eurofound.europa.eu)
- Gerhard Naegele (Hrsg.): Soziale Lebenslaufpolitik. VS Verlag für Sozialwissenschaften, Wiesbaden 2010.
- A. Torres, R. Brites, B. Haas, N. Steiber: First European Quality of Life Survey. Time use and work–life options over the life course. 2007. (eurofound.europa.eu)